# John Ingle
Pour les articles homonymes, voir Ingle.
John Ingle, né le 7 mai 1928 à Tulsa et mort le 16 septembre 2012 à Los Angeles, est un acteur américain.

## Biographie
Il meurt d'un cancer le 16 septembre 2012 à Los Angeles, à l'âge de 84 ans. 

## Filmographie
- 1962 : The Jetsons (série télévisée) : Additional Voices (voix)
- 1981 : Les Schtroumpfs ("The Smurfs") (série télévisée) : Additional Voices (voix)
- 1985 : Stitches (en) de Rod Holcomb et Alan Smithee : Dr Clayton Fowler
- 1986 : Acceptable Risks (TV) : Dr Shaw
- 1986 : Les Reines de la nuit (Beverly Hills Madam) (TV)
- 1986 : True Stories : The Preacher
- 1986 : The Leftovers (TV) : Commissioner
- 1987 : Amazon Women on the Moon : Felix Van Dam (segment "Art Sale")
- 1988 : Paw Paws (série télévisée) : Wise Paw (voix)
- 1988 : Tales from the Hollywood Hills: The Old Reliable (TV) : Jerome Estabrook
- 1988 : 14 Going on 30 (TV) : Mr. Thomby
- 1988 : Defense Play de Monte Markham : Senator
- 1989 : The Neon Empire (TV) : Doctor
- 1989 : Fatal Games (Heathers) : Principal Gowan
- 1989 : Cast the First Stone (TV) : Charles Drake
- 1990 : Jury Duty: The Comedy (TV) : Trout
- 1990 : Confiance aveugle (en) (Blind Faith) (TV) : Judge Greenberg
- 1990 : RoboCop 2 d'Irvin Kershner : Surgeon General
- 1990 : L'Exorciste en folie (Repossessed) : Father Crosby
- 1991 : For Parents Only : Dr. Carlisle
- 1991 : Collège, flirt et rock'n'roll (For the Very First Time) (TV) : Father Talbot
- 1992 : Stepfather III (TV) : Father Brennan
- 1992 : La Mort vous va si bien (Death Becomes Her) : Eulogist
- 1992 : Cauchemar en plein jour (Nightmare in the Daylight) (TV) : Walter Scripps
- 1993 : Skeeter : Preacher
- 1993 : Suture : Sidney Callahan
- 1993 : Bonanza: The Return (TV) : Judge
- 1994 : Le Petit Dinosaure : Petit-Pied et son nouvel ami (The Land Before Time II: The Great Valley Adventure) (vidéo) : Narrator / Cera's Father (voix)
- 1995 : Le Petit Dinosaure : La Source miraculeuse (The Land Before Time III: The Time of the Great Giving) (vidéo) : Narrator / Cera's Father (voix)
- 1996 : Le Petit Dinosaure : Voyage au pays des brumes (The Land Before Time IV: Journey Through the Mists) (vidéo) : Narrator (voix)
- 1997 : Le Petit Dinosaure : L'Île mystérieuse (The Land Before Time V: The Mysterious Island) (vidéo) : Narrator (voix)
- 1997 : Batman & Robin : Doctor
- 1997 : Port Charles (série télévisée) : Edward Quartermaine (1997-2003)
- 1998 : Supersens (Senseless) : Economics Professor
- 1998 : Le Petit Dinosaure : La Légende du mont Saurus (The Land Before Time VI: The Secret of Saurus Rock) (vidéo) : Cera's Dad (voix)
- 1999 : Twister II : Extreme tornado (Storm) (TV) : Téléévangéliste
- 2000 : Le Petit Dinosaure : La Pierre de feu (The Land Before Time VII: The Stone of Cold Fire) (vidéo) : Cera's Dad (voix)
- 2001 : The Song of the Lark (TV) : Mr. Nathanmeyer
- 2001 : Le Petit Dinosaure : La Pluie d'étoiles glacées (The Land Before Time VIII: The Big Freeze) (vidéo) : Narrator
- 2002 : Le Petit Dinosaure : Mo, l'ami du grand large (The Land Before Time IX: Journey to the Big Water) (vidéo) : Narrator (voix)
- 2003 : Le Petit Dinosaure : Les Longs-Cous et le Cercle de lumière (The Land Before Time X: The Great Longneck Migration) (vidéo) : Narrator / Cera's Dad (voix)
- 2004 : Le Petit Dinosaure : L'Invasion des Minisaurus (The Land Before Time XI: Invasion of the Tinysauruses) (vidéo) : Narrator / Cera's Dad (voix)
- 2005 : Otage (Hostage) : Gray Hair Man
- 2007 : The Office, Saison 4, Épisode 2 : Robert Dunder (Fondateur de la firme Dunder Mifflin)
- 2009 : TIMER : Dutch